# The Angel and the Dark River
The Angel and the Dark River – trzecia płyta studyjna brytyjskiego zespołu My Dying Bride wydana 22 maja 1995 roku przez wytwórnię płytową Peaceville.

## Lista utworów
Opracowano na podstawie materiału źródłowego.
| Nr | Tytuł utworu                                     | Długość |
| -- | ------------------------------------------------ | ------- |
| 1. | „The Cry of Mankind”                             | 12:13   |
| 2. | „From Darkest Skies”                             | 7:48    |
| 3. | „Black Voyage”                                   | 9:46    |
| 4. | „A Sea to Suffer In”                             | 6:31    |
| 5. | „Two Winters Only”                               | 9:01    |
| 6. | „Your Shameful Heaven”                           | 6:59    |
| 7. | „The Sexuality of Bereavement” (utwór dodatkowy) | 8:04    |
|    |                                                  | 1:00:22 |

| Bonus CD - Live at the Dynamo'95 | Bonus CD - Live at the Dynamo'95 | Bonus CD - Live at the Dynamo'95 |
| Nr                               | Tytuł utworu                     | Długość                          |
| -------------------------------- | -------------------------------- | -------------------------------- |
| 1.                               | „Your River”                     | 8:13                             |
| 2.                               | „A Sea to Suffer In”             | 6:21                             |
| 3.                               | „Your Shameful Heaven”           | 6:21                             |
| 4.                               | „The Forever People”             | 4:52                             |
|                                  |                                  | 25:47                            |

## Twórcy
Opracowano na podstawie materiału źródłowego.
| Zespół My Dying Bride w składzie - Aaron Stainthorpe – śpiew, oprawa graficzna albumu, zdjęcia - Andrew Craighan, Calvin Robertshaw – gitara - Adrian Jackson – gitara basowa - Rick Miah – perkusja - Martin Powell – skrzypce, instrumenty klawiszowe |  | Inni - Robert "Mags" Magoolagan – produkcja, inżynieria dźwięku |